# Bolkerstraße
Die Bolkerstraße in der Düsseldorfer Altstadt ist eine der ältesten Straßen der Stadt und gilt heute als das Herz der „längsten Theke der Welt“. Auf rund 300 Metern befinden sich über 50 Restaurants, Kneipen und Bars, von denen zahlreiche ganzjährig ihre zur Straße gelegenen Terrassen bewirtschaften. Die zur Fußgängerzone umgestaltete Straße verbindet das Rathaus mit einem der wichtigsten Haltepunkte des öffentlichen Nahverkehrs, dem U-Bahnhof Heinrich-Heine-Allee, sowie in der Verlängerung mit den Einkaufsstraßen Königsallee, Schadowstraße sowie dem Jan-Wellem-Platz.

## Geschichte

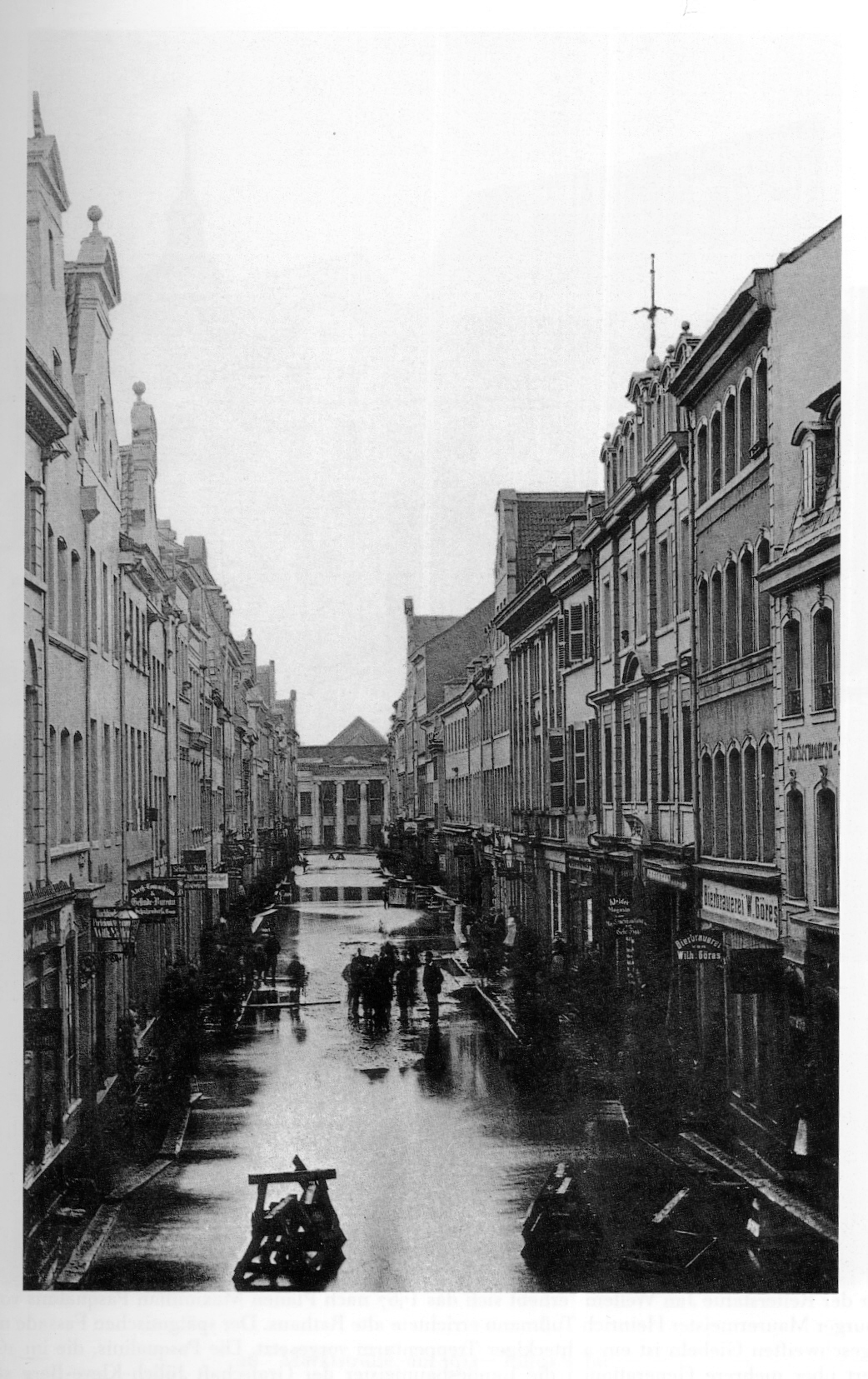
Bolkerstraße bei Hochwasser 1882, im Hintergrund das alte Theater

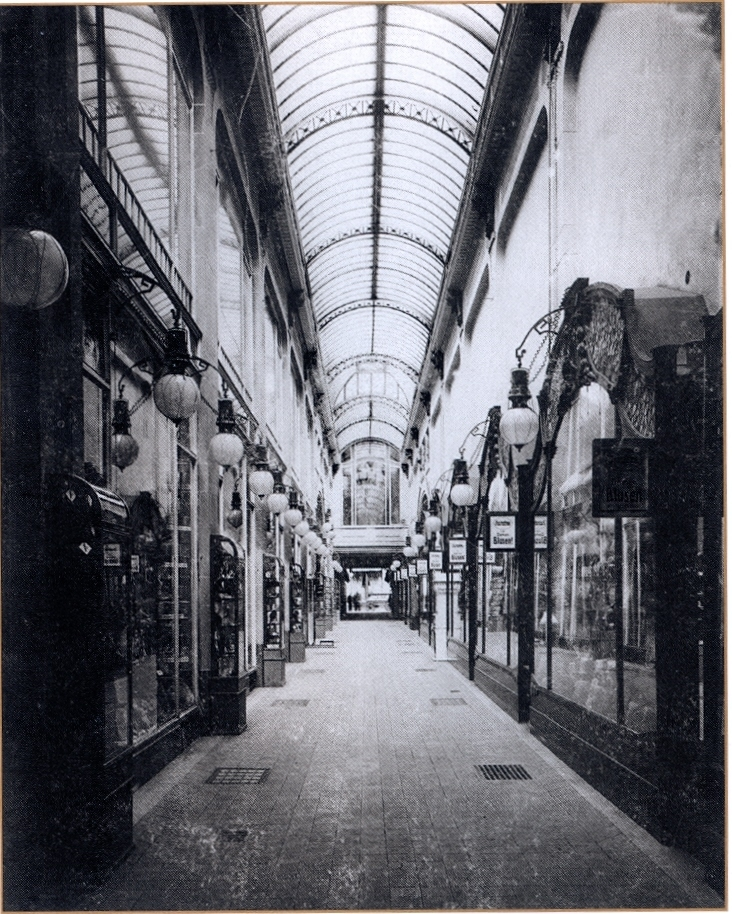
Einkaufspassage an der Bolkerstraße 19–21, Foto von 1909

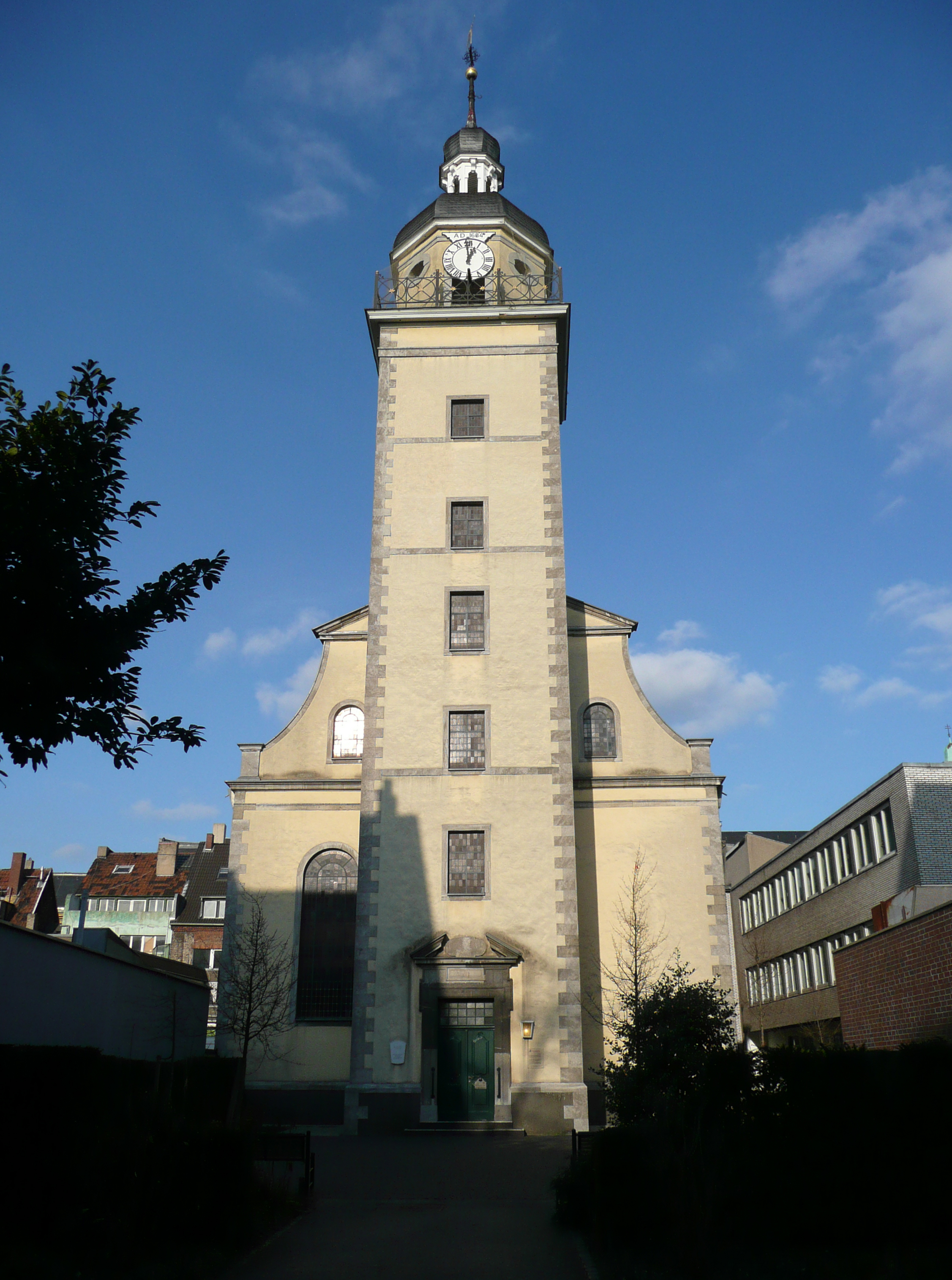
Neanderkirche auf der Bolkerstraße

Die Straße wurde im Rahmen der ersten Stadterweiterung 1384 angelegt und 1417 erstmals namentlich erwähnt. In einer Urkunde von 1435 wird der Name Bolchgerstraße angegeben. Ob die Straße nach einer Düsseldorfer Familie Bolke oder Bolliger oder auch nach Bollwerk benannt wurde, ist strittig. Die vorliegenden Nachweise dazu sind widersprüchlich. Die Straße begann am Marktplatz und endete bis in das 20. Jahrhundert an der Hunsrückenstraße. Erst zwischen 1931 und 1935 wurden die auf der Ostseite im Kreuzungsbereich der Hunsrückenstraße stehenden Häuser abgerissen und die Bolkerstraße bis zum damaligen Hindenburgwall, der heutigen Heinrich-Heine-Allee, geöffnet und damit verlängert. Das aktuelle östliche Ende der Bolkerstraße war die ehemalige kleine Kommunikationsstraße, die nach dem Durchbruch verschwand.
Früher war die Bolkerstraße eine der wichtigsten Einkaufsstraßen und Geschäftsbereiche der Stadt. Hier waren 1874 beispielsweise 40 Kaufleute und fast 200 Handwerker angesiedelt. Das erste große Warenhaus der Stadt wurde von der jüdischen Kaufmannsfamilie Hartoch 1896 an Stelle der Häuser Nr. 19 und 21 errichtet. Das Gebäude wurde 1905 erweitert und zum ersten Warenhaus mit einer Einkaufspassage in Düsseldorf umgebaut. Die Passage führte von der Bolker- bis zur Flinger Straße. Nach dem Zweiten Weltkrieg wurde auf dem Gelände des zerstörten Warenhauses die Schneider-Wibbel-Gasse neu angelegt.
Neben dem Warenhaus wurden im Krieg auch zahlreiche weitere Häuser der Bolkerstraße zerstört. Diese wurden weitgehend einschließlich der Geschäfte des Einzelhandels wieder aufgebaut. Ab den 1960er Jahren siedelten sich aber zunehmend gastronomische Betriebe an, die aufgrund höherer Ertragskraft das Mietniveau steigerten und schließlich den Einzelhandel weitgehend verdrängten.

## Besondere Gebäude

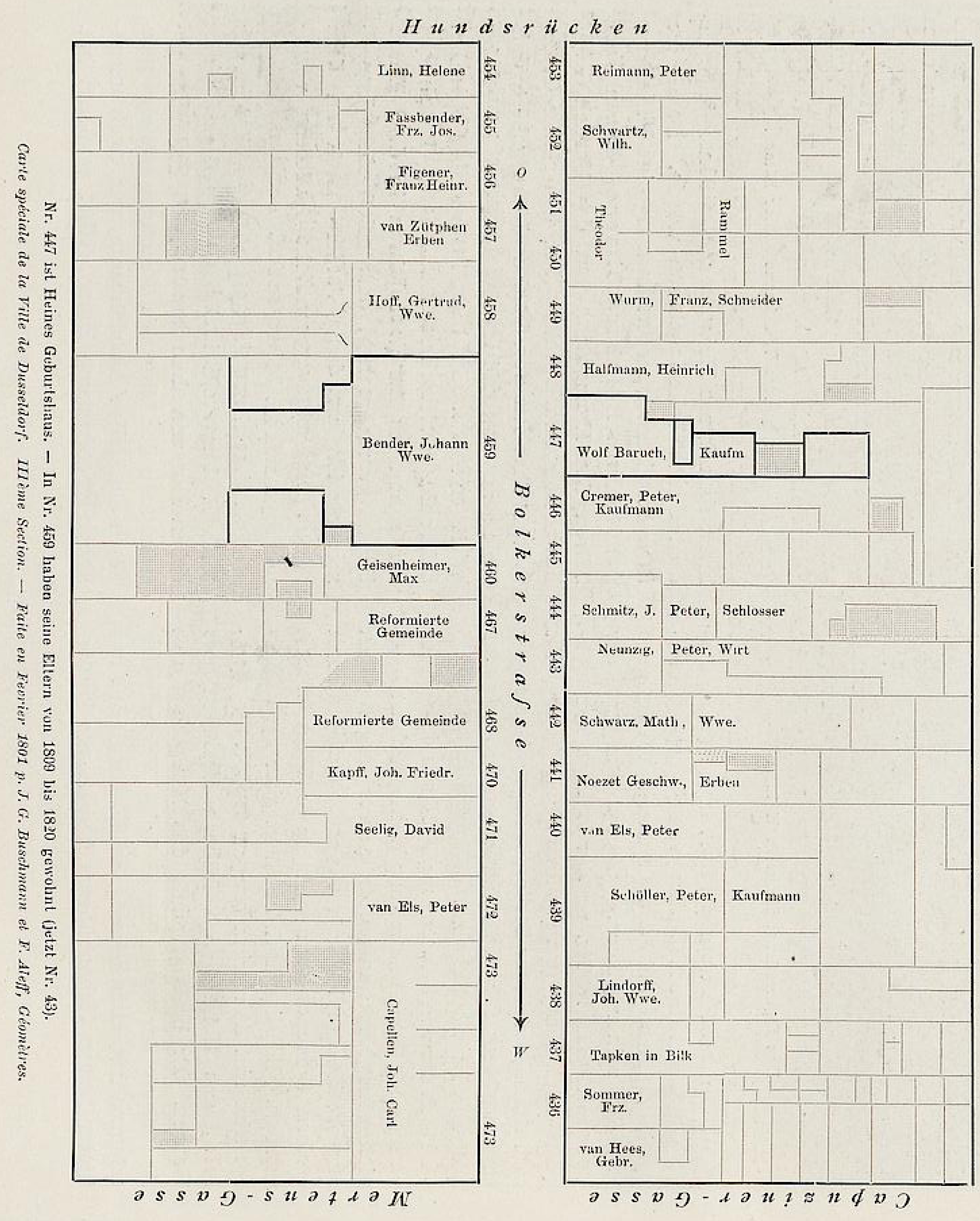
Bolkerstraße von 1801: Nr. 447 ist Heinrich Heines Geburtshaus, in Nr. 459 (war in 1901 das Haus Nr. 43) haben seine Eltern von 1809 bis 1820 gewohnt

Von den über 60 historischen Gebäuden auf dieser alten Straße sind viele Häuserbezeichnungen und Namen vieler Eigentümer über die Jahrhunderte überliefert. Nachfolgend nähere Angaben zu nur einigen Häusern, die auch aktuell eine besondere Bedeutung haben und die über die Altstadt und Düsseldorf weit hinaus bekannt sind.

### Häuser Nr. 43, 45 und 47
Diese drei ehemaligen Einzelhäuser wurden zum Gebäude von Gasthof und Brauerei zum Schlüssel zusammengelegt. Weitere Einzelheiten zu dieser bekannten bürgerlichen Gaststätte und Gasthofbrauerei und der Altbiersorte Gatzweiler Alt sind unter Brauerei zum Schlüssel angeführt. Die nachfolgenden Angaben geben nur die Entwicklung bis zum Erwerb durch Karl Gatzweiler 1936 wieder.
Von Haus Nr. 43, genannt Im schwarzen Pferd sind bereits drei Eigentümer zwischen 1647 und 1697 bekannt. 1772 war der Weinhändler von Geldern Besitzer und unterhielt auch eine Gastwirtschaft. Bis in die zweite Hälfte des 19. Jahrhunderts betrieb Matthias Schwarz eine Eisenwarenhandlung. Nach einem weiteren Eigentümerwechsel um 1880 wurde das Haus im 20. Jahrhundert auch von den Besitzern des Zum Schlüssel nach 1936 erworben.
Vom Gebäude Nr. 45 mit dem Namen Zu den drei Königen, oder auch Zu den drei Königinnen, sind ebenfalls ab 1632 mehrere Eigentümer namentlich überliefert. Der erste Hinweis, dass unter einem Wirt mit dem Namen Neunzig in dem Haus eine Gastwirtschaft betrieben wurde, stammt von 1804. 1850 erwarb Jakob Schwenger die Häuser Nr. 45 und Nr. 47. Er betrieb sowohl eine Bäckerei als auch eine Gasthofbrauerei und ist damit der Begründer der noch heutigen Gasthofbrauerei. Sein Nachfolger war der Brauer Josef Aders, der auch die Namensänderung in Zum Schlüssel vornahm. Es folgte als Besitzer der Brauer Peter Johann Stammen in den 1880er Jahren. 1936 kaufte Karl Gatzweiler die beiden Häuser mit der Gasthofbrauerei. Er war damit der erste Eigentümer aus dieser noch aktuellen Besitzerfamilie.
Auch vom Haus Nr. 47 sind ab Mitte des 16. Jahrhunderts die Namen diverser Eigentümer überliefert. 1649 war dies der Hofschlachter Peter Steinäcker, der damit Namensgeber für die Hausbezeichnung Zum roten Ochsen gewesen sein dürfte. Dieser Namen wurde nachweislich mindestens ab 1702 für das Haus verwendet. Der erste nachweisbare Bierbrauer war der bereits bei Haus Nr. 45 angeführte Jakob Schwenger ab 1850.

### Häuser Nr. 44 und 46
Die ehemaligen beiden Häuser sind aktuell der bekannte bürgerliche Gasthof Zum goldenen Kessel. Ursprünglich waren die Häuser bis Mitte des 20. Jahrhunderts getrennt und davor bezog sich der Eigenname nur auf Haus Nr. 44. Dessen Eigentümer war 1738 der Händler Sauthers. Es folgte die Wittib Backhoven, die 1774 eine Lehrschule für Lesen, Schreiben, Deutsch und Französisch sowie Handarbeit unterhielt. Ab 1800 waren der Schlosser Odendahl gefolgt vom Gastronomen Heinrich Hoff die Besitzer. Letzterer eröffnete Mitte des 19. Jahrhunderts ein Lokal. Es folgten die Gastronomen Esser, Bertram, Göres und Mentzen. Zuerst war das Lokal keine Gasthofbrauerei, wurde aber später hierzu erweitert. 1902 kaufte Ferdinand Schumacher II aus der Brauerfamilie Schumacher von seinem Onkel Carl Mentzen die Gasthofbrauerei. Er erwarb auch das Haus Nr. 46 und baute beide Gebäude um und modernisierte den Braubetrieb. In Nr. 46 eröffnete er das kleine Kesselstübchen. 1925 nach Fertigstellung einer neuen Brauerei auf der Oststraße wurde die Gasthofbrauerei in einen Brauereiausschank umgewandelt und an Josef Schnitzler verpachtet.
Haus Nr. 46 war 1699 in Besitz des Hauptmannes Daniels, gefolgt 1738 von Geheimrat Holzweiler. 1799 wurde unter J.W. van Zütphen die Apotheke „Zum Elephant“ eröffnet. Diese Apotheke bestand bis Ende des 19. Jahrhunderts mit zweifachen Besitzerwechsel. Der letzte Eigentümer, Dr. phil. Eduard Bausch, verlegte sie 1877 in die Communicationsstraße Nr. 8 (heute Bolkerstraße 56).
Im Zweiten Weltkrieg wurden am 10. September 1942 bei einem Luftangriff beide Gebäude zerstört. 1948 wurde nach provisorischer Wiederherstellung der Gasthof Zum goldenen Kessel wieder eröffnet, gefolgt von einem gemeinsamen Neubau der beiden Gebäude 1958. Weitere Einzelheiten zur Geschichte nach dem Kriege unter Brauerei Schumacher.

### Haus Nr. 53
Im Hinterhaus des sogenannten Heine Hauses Nr. 53 wurde am 13. Dezember 1797 Heinrich Heine geboren, der bedeutendste Sohn der Stadt Düsseldorf. Im Vorderhaus befindet sich heute eine Buchhandlung. Im Gedenken an den Dichter befindet sich dort eine Büste Heines, deren Sockel aus Steinen des abgebrochenen Geburtshauses besteht. Die erste Düsseldorfer Gedenkstätte an Heinrich Heine richtete Ferdinand Schumacher bereits 1913 in seinem Kesselstübchen ein. Zur Enthüllung der hier aufgestellten Heine-Büste hielt Herbert Eulenberg eine Rede.

### Neanderkirche
Fast gegenüber von Haus Nr. 53, befindet sich Düsseldorfs erste reformierte Kirche, die 1684 eingeweiht und nach dem Liederdichter Joachim Neander benannt wurde. Gemäß der damals geltenden Gesetze mussten protestantische Gotteshäuser in Hinterhöfen errichtet werden. Die Zerstörungen des Zweiten Weltkriegs überstand die Neanderkirche fast unversehrt, während die Vorderhäuser weitgehend zerbombt, abgerissen und nicht wieder aufgebaut wurden. Dadurch ist die zurückgesetzte Kirche heute von der Bolkerstraße aus frei einsehbar. Der Kirchhof wird freitags und samstags von der gegenüber liegenden Hausbrauerei „Zum Schlüssel“ als Biergarten genutzt.